# Evenesmarka
Evenesmarka est une localité du comté de Nordland, en Norvège.

## Géographie
Administrativement, Evenesmarka fait partie de la kommune d'Evenes.